# Флаг Скопинского района
Флаг муниципального образования — Скопи́нский муниципальный район Рязанской области Российской Федерации — опознавательно-правовой знак, составленный и употребляемый в соответствии с российскими и международными вексиллологическими (флаговедческими) правилами, служащий официальным символом муниципального образования, единства его территории, населения, прав и самоуправления.
Целями учреждения и использования флага Скопинского района являются: создание зримого символа целостности территории района, единства и взаимодействия населяющих его граждан, территориальной и исторической преемственности; воспитание гражданственности, патриотизма, уважения к исторической памяти, национальным, культурным и духовным традициям жителей района.
Флаг внесён в Государственный геральдический регистр Российской Федерации с присвоением регистрационного номера 226.
26 апреля 2012, решением Скопинской районной Думы № 673, было утверждено положение о флаге Скопинского муниципального района в новой редакции.

## Описание
«Флаг Скопинского района представляет собой прямоугольное малиновое полотнище с соотношением ширины к длине 2:3, несущее изображение фигуры из герба муниципального района — летящей к древку с откинутыми назад крыльями скопы, несущей в лапах три колоса и молот, верхушками к древку, выполненное в белом, сером и жёлтом цветах, вдоль древка расположена жёлтая полоса шириной в 1/4 длины полотнища, в верхней части которой (в крыже) изображена зелёная княжеская шапка, имеющая чёрную соболью опушку, над которой — жёлтое украшение („городок“) с малиновым самоцветным камнем».

## Обоснование символики
Флаг Скопинского района создан на основе исторического герба города Скопина, утверждённого 29 мая (9 июня) 1779 года, описание которого гласит: «В 1-й части щита в золотом поле часть из герба Рязанского Наместничества: серебряной меч и ножны, положенные накрест; над ними зеленая шапка, какова на Князе в Наместническом гербе. Во 2-й части щита в голубом поле летящая птица скопа, означающая имя сего города».
В знак сельскохозяйственного и промышленного развития района в лапах скопы изображены золотые колосья (символ плодородия и земледелия) и серебряный молот (символ промышленности).

## См. также

Флаги муниципальных образований Скопинского района
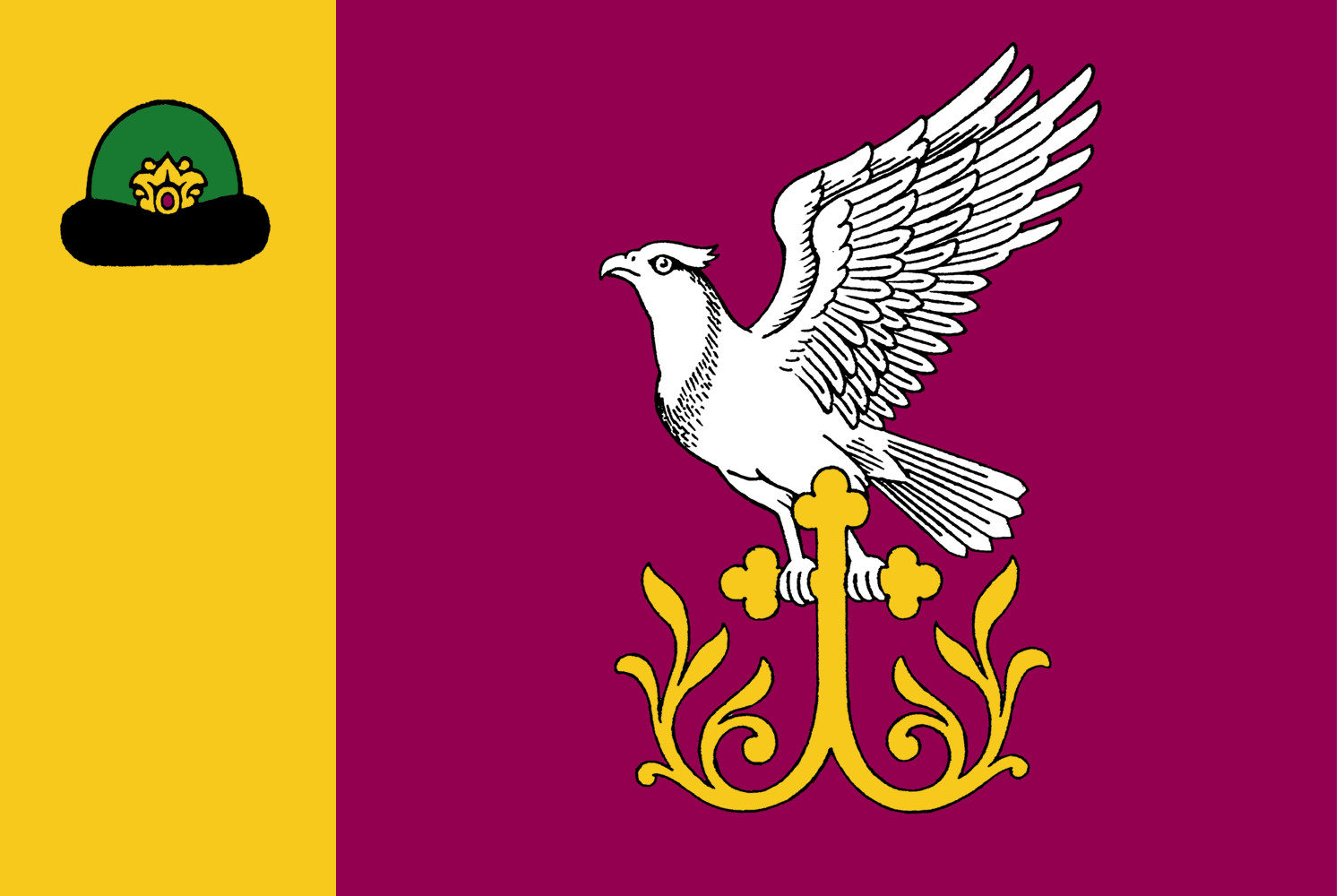
Флаг Павелецкого городского поселения
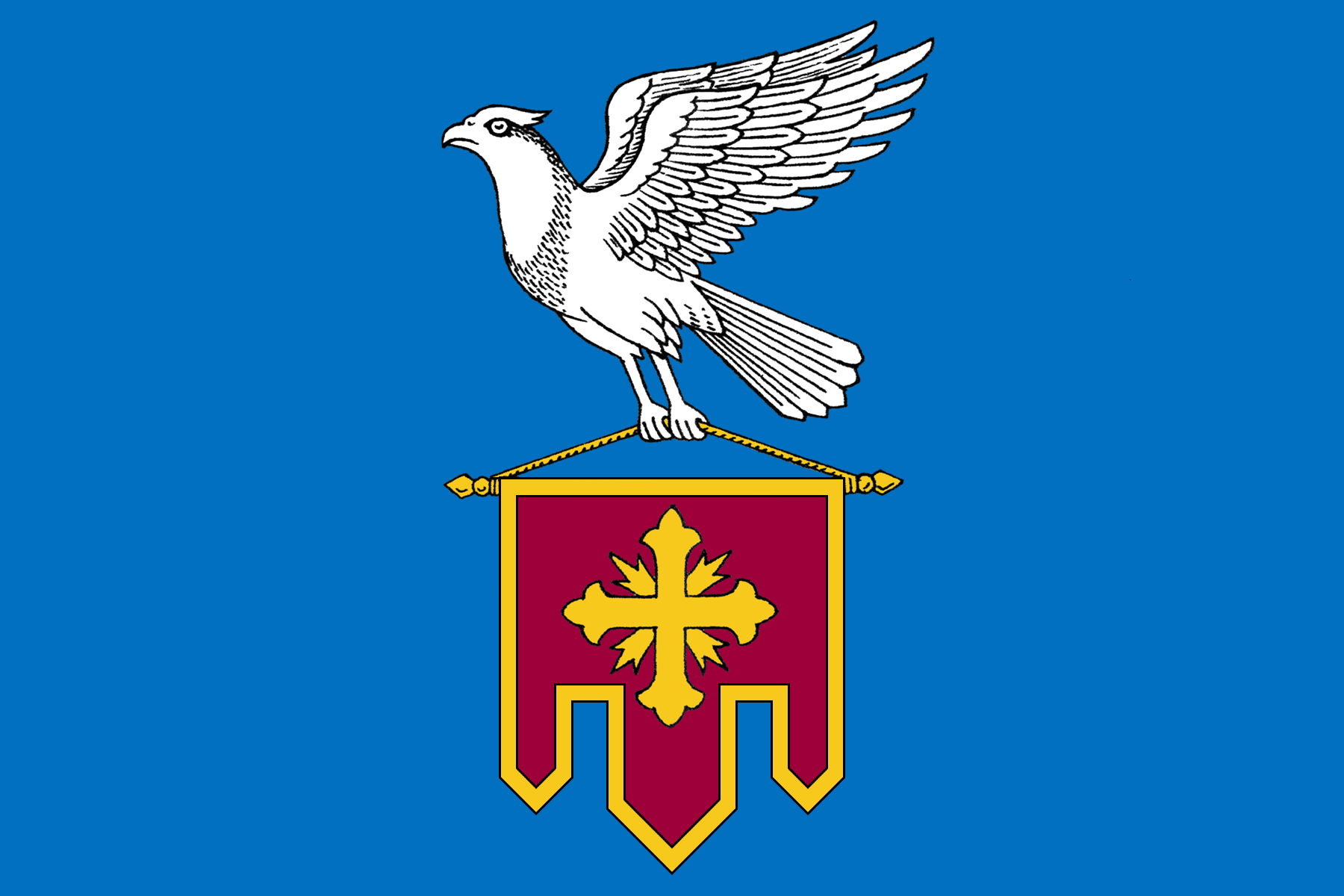
Флаг Побединского городского поселения
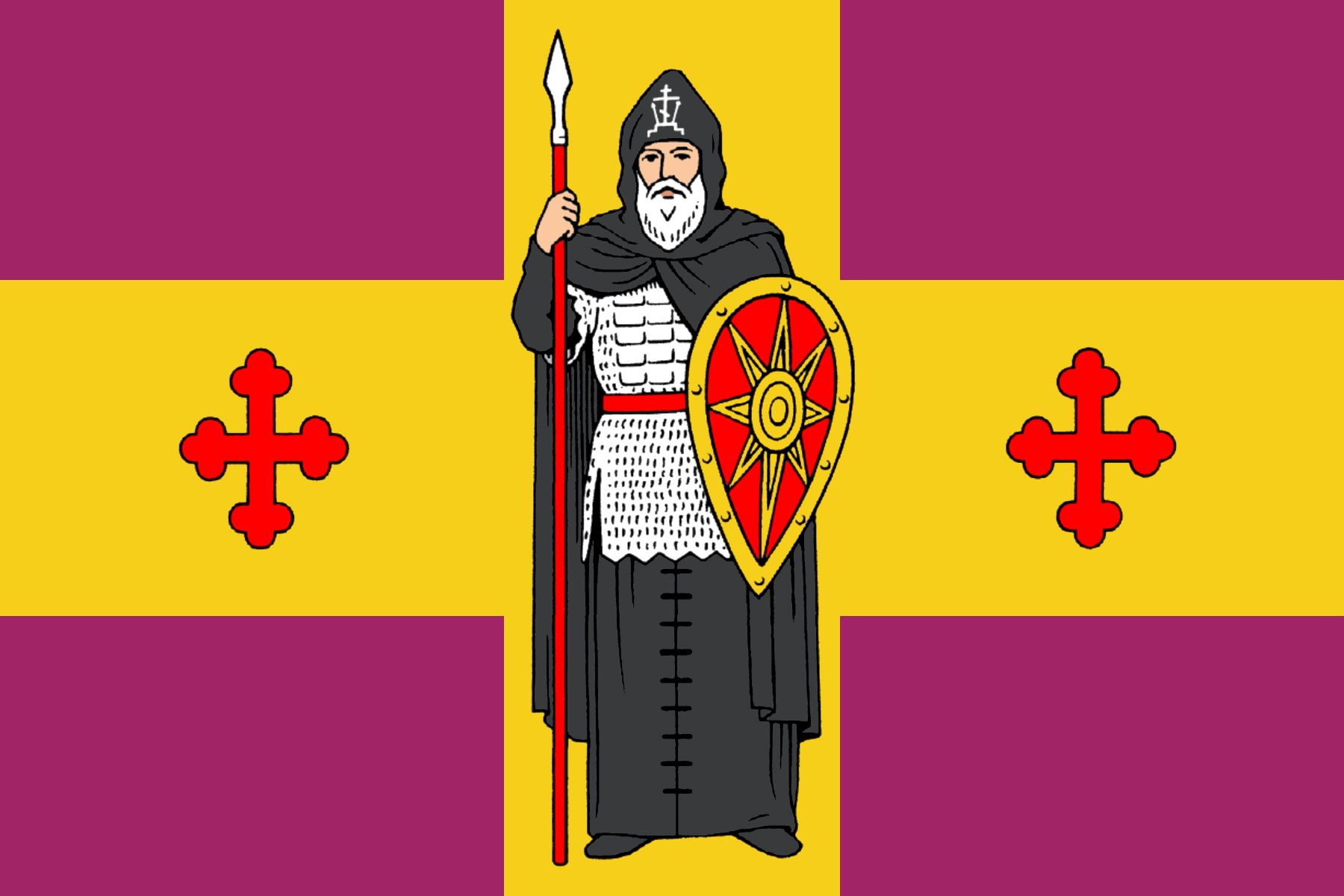
Флаг Вослебовского сельского поселения
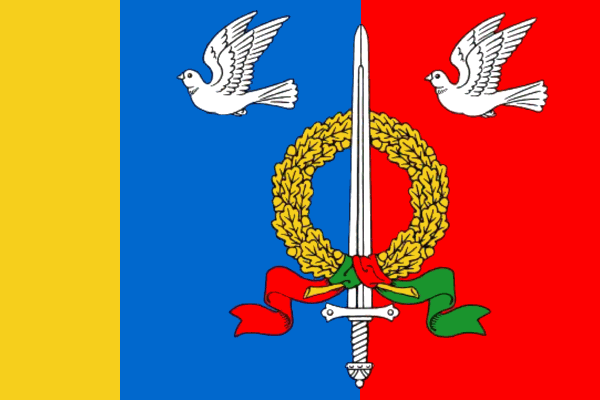
Флаг Горловского сельского поселения
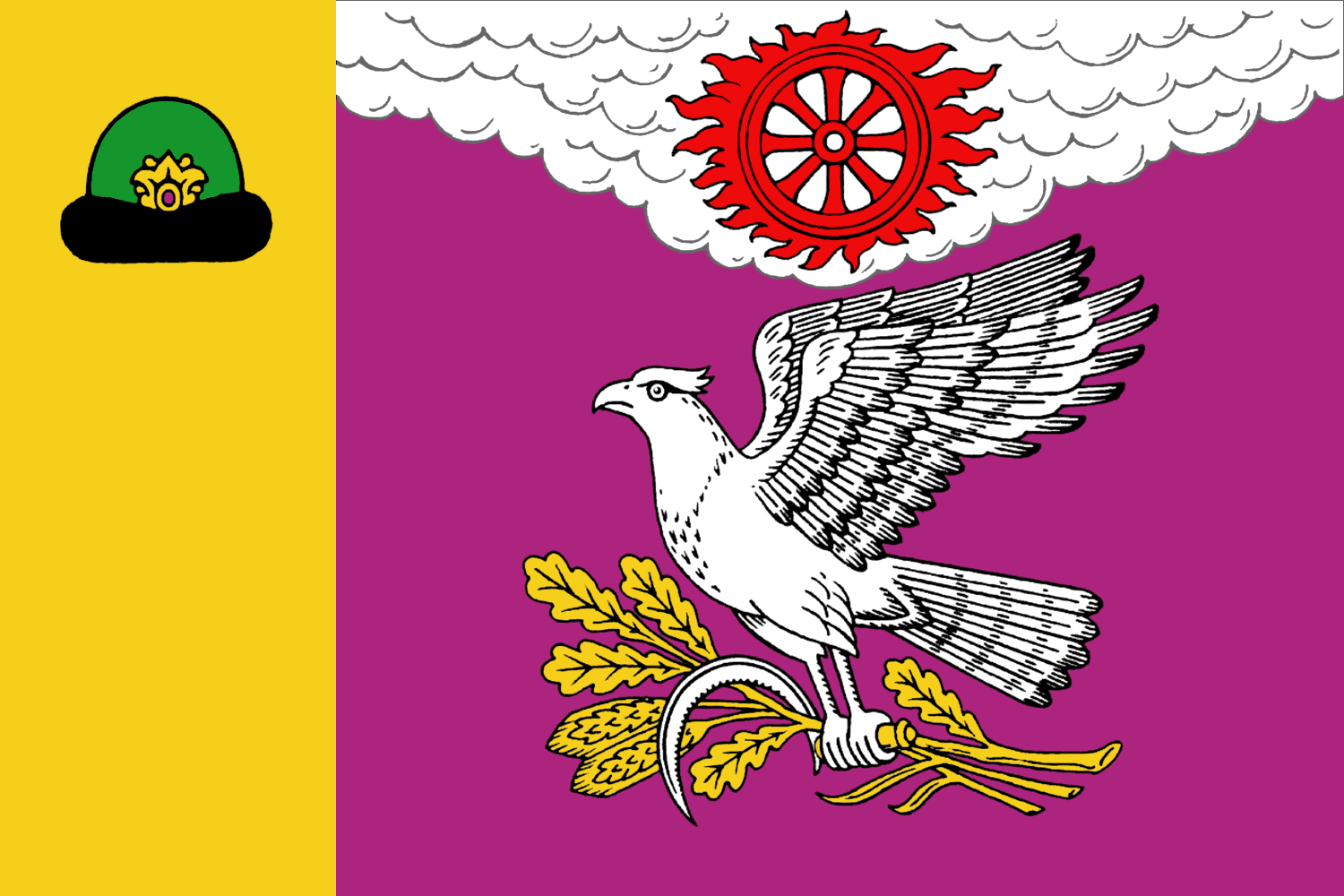
Флаг Ильинского сельского поселения
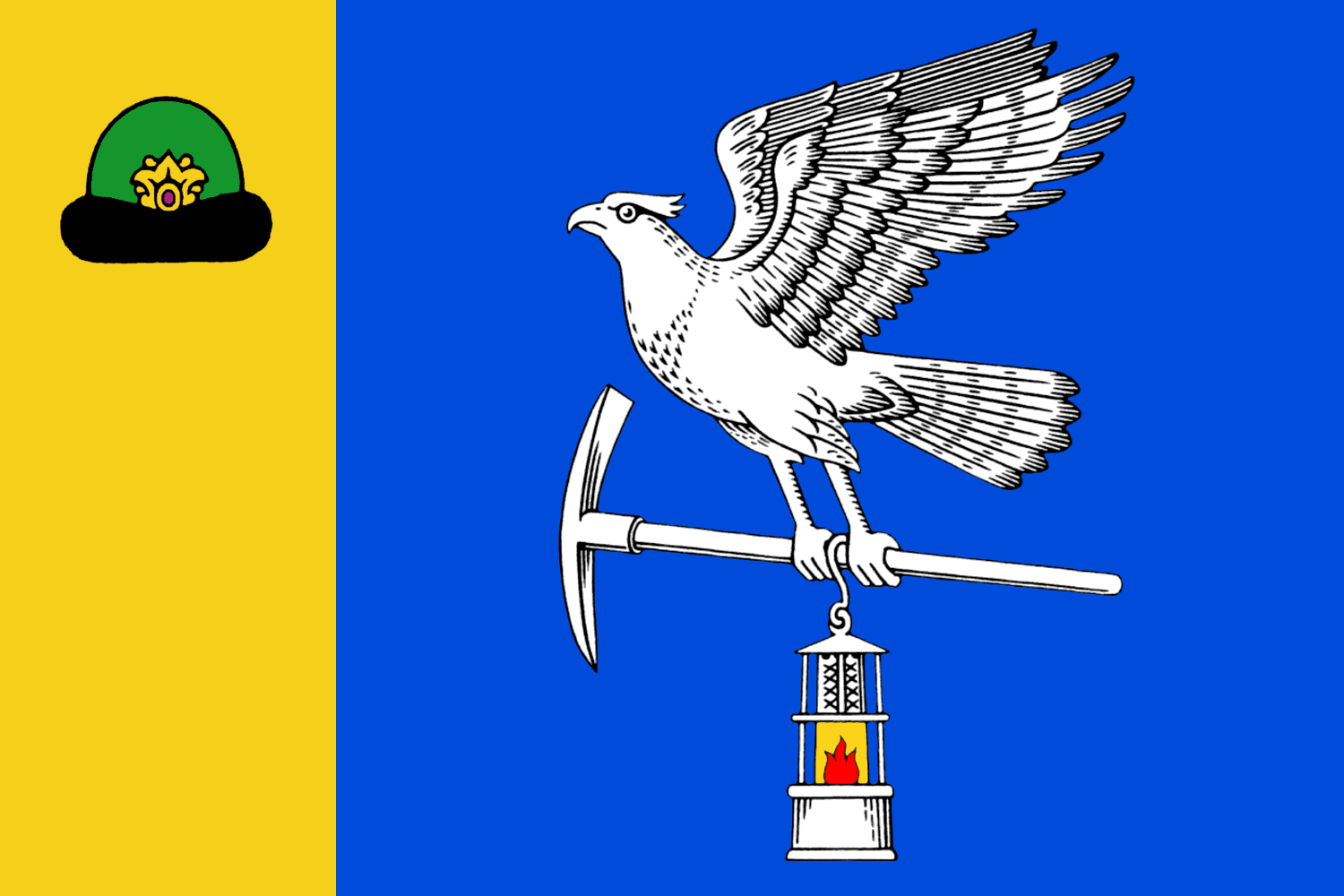
Флаг Корневского сельского поселения
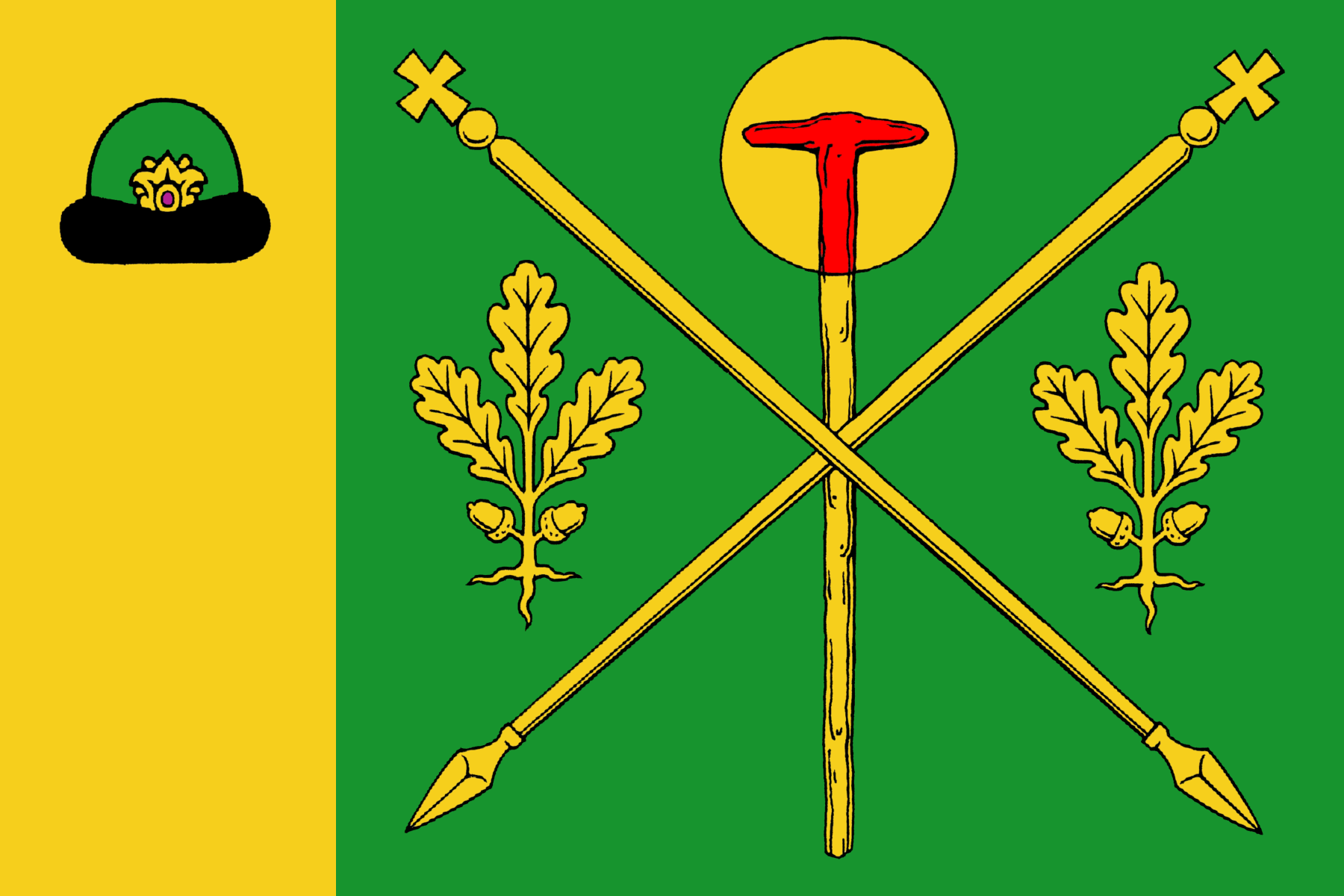
Флаг Полянского сельского поселения
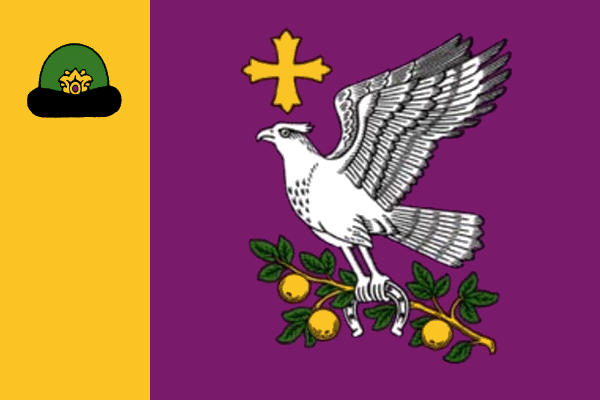
Флаг Успенского сельского поселения
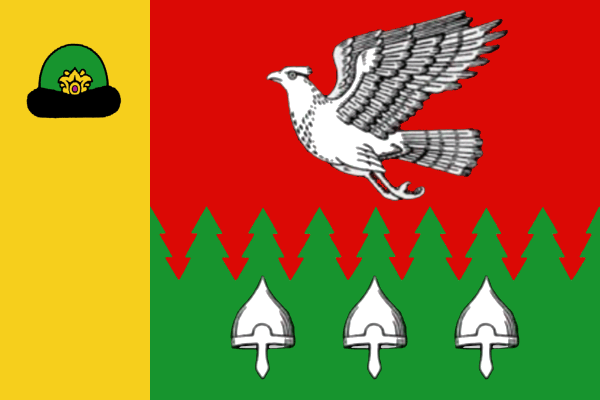
Флаг Шелемишевского сельского поселения